# Crutta
 (octobre 2023).
Si vous disposez d'ouvrages ou d'articles de référence ou si vous connaissez des sites web de qualité traitant du thème abordé ici, merci de compléter l'article en donnant les références utiles à sa vérifiabilité et en les liant à la section « Notes et références ».
Crutta est le nom d'une famille probablement d'origine albanaise qui a donné une dynastie de jeunes de langues, de drogmans et de consuls. Ses membres ont servi l'Angleterre, la Russie, la république de Venise, la Pologne et un moment la France.